# چبیدزا
چبیدزا (به لاتین: Trzebidza) یک سکونتگاه مسکونی در لهستان است که در Gmina Włoszakowice واقع شده‌است.